# Emote
Un emote es una entrada de chat de un cliente basada en texto que indica que  una acción esta tomando lugar. A diferencia de los emoticones, no son arte de texto, sino que describen la acción usando palabras o imágenes (similares a los emoji ).
Los emotes fueron creados por Shigetaka Kurita en Japón, cuya idea original era crear una forma de comunicación usando imágenes. Kurita hacía dibujos de sí mismo como inspiración para los emotes que él creaba.
Hoy en día los emotes son un lenguaje en sí mismo. Los emotes han progresado mucho más allá de sus contrapartes originales en 1999.

## Descripción general
En la mayoría de los chat de IRC, ingresar el comando " /me " imprimirá el nombre del usuario seguido del texto que sigue. Por ejemplo, si un usuario llamado Joe escribió " /me jumps with joy ", el cliente imprimirá esto como " Joe salta de alegría " en la ventana de chat.
```
<Joe> Permítame demostrarlo. . .
 * Joe salta de alegría de nuevo.
```

En los medios de chat que no admiten el comando " /me ", es convencional leer el texto rodeado de asteriscos como si fuera una emoción. Por ejemplo, leer " Joe: *salta de alegría* " en un registro de chat sugeriría que el usuario tenía la intención de ejecutar las palabras en lugar de pronunciarlas.
En los MMORPG con avatares visibles, como EverQuest, Asheron's Call, Second Life y World of Warcraft, ciertos comandos ingresados a través de la interfaz de chat imprimirán un /me emote predefinido en la ventana de chat y harán que el personaje se anime y, en algunos casos, produzca efectos de sonido. Por ejemplo, al ingresar " /confused " en la interfaz de chat de World of Warcraft, se reproducirá una animación en el avatar del usuario y se imprimirá " Estás irremediablemente confundido. " en la ventana del chat.
Dicho esto, los emotes se utilizan principalmente en videojuegos en  línea y, más recientemente, en los teléfonos inteligentes. Un ejemplo de emotes basados en imágenes que se usan con frecuencia es la función de chat en el servicio de streaming Twitch . Twitch también permite a los usuarios cargar emotes animados codificados con formato GIF .